# Bingo Players
Cet article possède un paronyme, voir Bingo (homonymie).
Bingo Players est un groupe de disc jockeys et compositeurs d'electro house néerlandais, représenté par Maarten Hoogstraten, anciennement accompagné de Paul Bäumer. Ce dernier perd la vie le 18 décembre 2013 à la suite d'un cancer. Malgré cela, Maarten continue le phénomène mondial des Bingo Players. Dans un article, il affirme vouloir continuer par passion, et pensant que « c'est ce que Paul aurait voulu. »
Connus grâce à des chansons comme Cry (Just a Little) ou principalement Rattle classée aux Pays-Bas, en Belgique, au Royaume-Uni, et en France. La chanson Cry (Just a Little) est un sample de Piano In The Dark de la chanteuse Brenda Russell, écrit à l'origine par Scott Cutler, Brenda Russell et Jeff Hull. La chanson est reprise en 2012, par le rappeur américain Flo Rida sous le titre I Cry. En plus de la réalisation de diverses productions, le duo participe à de nombreux festivals électro comme Tomorrowland en Belgique ou l'Ultra Music Festival à Miami.

## Biographie
Les Bingo Players sont formés par Maarten Hoogstraten et Paul Bäumer en 2006. 
Stylistiquement, les Bingo Players utilisent une forme de tech house jusqu'en 2011. Ils publient ensuite leurs propres remixes de nombreuses chansons cette année. Hormis le DJing et la production, Bingo Players dirige et opèrent chez Hysteria Records. Le label publie, au fil de son existence, les singles des Bingo Players et d'autres artistes tels que Bassjackers, MAKJ, Sandro Silva, Ralvero, et Gregori Klosman.
En mai 2011, les Bingo Players publient Cry (Just a Little), qui partagent les mêmes paroles que la chanson de Brenda Russell intitulées Piano In The Dark. La même année, les Bingo Players entre dans les classements avec leur chanson Rattle aux Pays-Bas, en France, en Suède et au Danemark.
En 2013, une nouvelle version du titre Rattle intitulée Get Up (Rattle) atteint la première place des classements britanniques. Le 19 juillet 2013, Paul annonce sur la page Facebook qu'il est diagnostiqué d'un cancer et que Maarten représentera seul le duo lors de leur prochaine tournée.
Le 17 décembre 2013, Paul Bäumer succombe après un an de lutte contre son cancer. Maarten annonce cette tragique nouvelle sur leur compte Facebook le 18 décembre. Au début de 2014, Bingo Players annoncent que Maarten continuera seul sous le même nom. Pendant cette période, il fait paraître Knock You Out, qui devient le premier de leur single à atteindre la première place au classement US Hot Dance Club Songs. Les Bingo Players apparaissent à la 96e place du DJ Mag Top 100 de 2014.

## Discographie

### Singles
| Titre                                                                  | Année | Meilleure Position | Meilleure Position | Meilleure Position | Meilleure Position | Meilleure Position | Meilleure Position | Meilleure Position | Meilleure Position | Meilleure Position | Meilleure Position | Meilleure Position | Meilleure Position |
| Titre                                                                  | Année | P-B.               | ALL                | AUS                | AUT                | BEL (FL)           | BEL (WAL)          | DAN                | FRA                | N-Z.               | R-U.               | SUÈ                | SUI                |
| ---------------------------------------------------------------------- | ----- | ------------------ | ------------------ | ------------------ | ------------------ | ------------------ | ------------------ | ------------------ | ------------------ | ------------------ | ------------------ | ------------------ | ------------------ |
| Gimme All That You Got                                                 | 2006  | —                  | —                  | —                  | —                  | —                  | —                  | —                  | —                  | —                  | —                  | —                  | —                  |
| Sonic Stomp                                                            | 2006  | —                  | —                  | —                  | —                  | —                  | —                  | —                  | —                  | —                  | —                  | —                  | —                  |
| Shake It                                                               | 2007  | —                  | —                  | —                  | —                  | —                  | —                  | —                  | —                  | —                  | —                  | —                  | —                  |
| Chuck Full of Funk                                                     | 2007  | —                  | —                  | —                  | —                  | —                  | —                  | —                  | —                  | —                  | —                  | —                  | —                  |
| Party People                                                           | 2007  | —                  | —                  | —                  | —                  | —                  | —                  | —                  | —                  | —                  | —                  | —                  | —                  |
| Touch Me (vs. Chocolate Puma)                                          | 2008  | 73                 | —                  | —                  | —                  | —                  | —                  | —                  | —                  | —                  | —                  | —                  | —                  |
| Get Up                                                                 | 2008  | —                  | —                  | —                  | —                  | —                  | —                  | —                  | —                  | —                  | —                  | —                  | —                  |
| Bounce (Till Ya)                                                       | 2008  | —                  | —                  | —                  | —                  | —                  | —                  | —                  | —                  | —                  | —                  | —                  | —                  |
| Blurr                                                                  | 2008  | —                  | —                  | —                  | —                  | —                  | —                  | —                  | —                  | —                  | —                  | —                  | —                  |
| Chop                                                                   | 2008  | 78                 | —                  | —                  | —                  | —                  | —                  | —                  | —                  | —                  | —                  | —                  | —                  |
| I Will Follow (Theme Fit For Free Dance Parade 2009) (feat. Dan'thony) | 2009  | 82                 | —                  | —                  | —                  | —                  | —                  | —                  | —                  | —                  | —                  | —                  | —                  |
| Devotion (solo ou feat. Tony Scott)                                    | 2009  | —                  | —                  | —                  | —                  | 26                 | 35                 | —                  | —                  | —                  | —                  | —                  | —                  |
| Disco Electrique (vs. Chocolate Puma)                                  | 2009  | —                  | —                  | —                  | —                  | —                  | —                  | —                  | —                  | —                  | —                  | —                  | —                  |
| Tom's Diner                                                            | 2010  | —                  | —                  | —                  | —                  | —                  | —                  | —                  | —                  | —                  | —                  | —                  | —                  |
| When I Dip                                                             | 2010  | —                  | —                  | —                  | —                  | —                  | —                  | —                  | —                  | —                  | —                  | —                  | —                  |
| Get on the Move                                                        | 2010  | —                  | —                  | —                  | —                  | —                  | —                  | —                  | —                  | —                  | —                  | —                  | —                  |
| Obviously (avec Carl Tricks)                                           | 2010  | —                  | —                  | —                  | —                  | —                  | —                  | —                  | —                  | —                  | —                  | —                  | —                  |
| Lame Brained                                                           | 2010  | —                  | —                  | —                  | —                  | —                  | —                  | —                  | —                  | —                  | —                  | —                  | —                  |
| Cry (Just a Little)                                                    | 2011  | 7                  | —                  | —                  | —                  | 28                 | —                  | —                  | —                  | —                  | 44                 | —                  | —                  |
| Sliced (vs. Nicky Romero)                                              | 2011  | —                  | —                  | —                  | —                  | —                  | —                  | —                  | —                  | —                  | —                  | —                  | —                  |
| Rattle                                                                 | 2011  | 91                 | 79                 | —                  | 46                 | —                  | —                  | 35                 | 140                | —                  | —                  | 42                 | —                  |
| Mode                                                                   | 2011  | —                  | —                  | —                  | —                  | —                  | —                  | —                  | —                  | —                  | —                  | —                  | —                  |
| Don't Blame the Party (Mode) (feat. Heather Bright)                    | 2012  | 55                 | —                  | —                  | —                  | —                  | —                  | —                  | —                  | —                  | —                  | —                  | —                  |
| Out of My Mind                                                         | 2012  | —                  | —                  | —                  | —                  | —                  | —                  | —                  | —                  | —                  | —                  | —                  | —                  |
| L'Amour                                                                | 2012  | —                  | —                  | —                  | —                  | —                  | —                  | —                  | —                  | —                  | —                  | —                  | —                  |
| Get Up (Rattle) (avec Far East Movement)                               | 2012  | 19                 | 22                 | 4                  | 16                 | 10                 | 4                  | 6                  | 8                  | 25                 | 1                  | 37                 | 24                 |
| Buzzcut                                                                | 2013  | —                  | —                  | —                  | —                  | —                  | —                  | —                  | —                  | —                  | —                  | —                  | —                  |
| Knock You Out                                                          | 2014  | 70                 | —                  | —                  | —                  | —                  | —                  | —                  | —                  | —                  | —                  | —                  | —                  |
| Nothing to Say                                                         | 2015  | —                  | —                  | —                  | —                  | —                  | —                  | —                  | —                  | —                  | —                  | —                  | —                  |
| Curiosity                                                              | 2015  | —                  | —                  | —                  | —                  | —                  | —                  | —                  | —                  | —                  | —                  | —                  | —                  |
| Lone Wolf                                                              | 2016  | —                  | —                  | —                  | —                  | —                  | —                  | —                  | —                  | —                  | —                  | —                  | —                  |
| Tom's Diner (2016 Re-work)                                             | 2016  | —                  | —                  | —                  | —                  | —                  | —                  | —                  | —                  | —                  | —                  | —                  | —                  |
| Be With You                                                            | 2016  | —                  | —                  | —                  | —                  | —                  | —                  | —                  | —                  | —                  | —                  | —                  | —                  |
| Bust This                                                              | 2017  | —                  | —                  | —                  | —                  | —                  | —                  | —                  | —                  | —                  | —                  | —                  | —                  |
| No. 1 Disco                                                            | 2017  | —                  | —                  | —                  | —                  | —                  | —                  | —                  | —                  | —                  | —                  | —                  | —                  |
| Tic Toc (avec Oomloud)                                                 | 2017  | —                  | —                  | —                  | —                  | —                  | —                  | —                  | —                  | —                  | —                  | —                  | —                  |
| Beat the Drum                                                          | 2017  | —                  | —                  | —                  | —                  | —                  | —                  | —                  | —                  | —                  | —                  | —                  | —                  |
| Everybody (avec Goshfather)                                            | 2018  | —                  | —                  | —                  | —                  | —                  | —                  | —                  | —                  | —                  | —                  | —                  | —                  |
| Love Me Right                                                          | 2018  | —                  | —                  | —                  | —                  | —                  | —                  | —                  | —                  | —                  | —                  | —                  | —                  |
| Body Rock (avec Bali Bandits)                                          | 2018  | —                  | —                  | —                  | —                  | —                  | —                  | —                  | —                  | —                  | —                  | —                  | —                  |
| 1000 Years                                                             | 2019  | —                  | —                  | —                  | —                  | —                  | —                  | —                  | —                  | —                  | —                  | —                  | —                  |
| Get Together (avec Oomloud)                                            | 2020  | —                  | —                  | —                  | —                  | —                  | —                  | —                  | —                  | —                  | —                  | —                  | —                  |
| Brighter Days (avec Oomloud)                                           | 2020  | —                  | —                  | —                  | —                  | —                  | —                  | —                  | —                  | —                  | —                  | —                  | —                  |
| Scoop (avec Peyruis)                                                   | 2020  | —                  | —                  | —                  | —                  | —                  | —                  | —                  | —                  | —                  | —                  | —                  | —                  |
| Shed My Skin (avec Oomloud)                                            | 2020  | —                  | —                  | —                  | —                  | —                  | —                  | —                  | —                  | —                  | —                  | —                  | —                  |
| Forever Love (avec Disco Fries feat. Viiq)                             | 2020  | —                  | —                  | —                  | —                  | —                  | —                  | —                  | —                  | —                  | —                  | —                  | —                  |
| Devotion 2020 (avec Felguk & Fafaq)                                    | 2020  | —                  | —                  | —                  | —                  | —                  | —                  | —                  | —                  | —                  | —                  | —                  | —                  |
| I Know This Club (avec Ida Corr)                                       | 2020  | —                  | —                  | —                  | —                  | —                  | —                  | —                  | —                  | —                  | —                  | —                  | —                  |
| Touch & Go (avec Oomloud)                                              | 2021  | —                  | —                  | —                  | —                  | —                  | —                  | —                  | —                  | —                  | —                  | —                  | —                  |
| Do What You Like (avec Zookëper)                                       | 2021  | —                  | —                  | —                  | —                  | —                  | —                  | —                  | —                  | —                  | —                  | —                  | —                  |
| Holiday (avec Oomloud feat. Séb Mont)                                  | 2021  | —                  | —                  | —                  | —                  | —                  | —                  | —                  | —                  | —                  | —                  | —                  | —                  |
| Nightshift (feat. Tania Foster)                                        | 2022  | —                  | —                  | —                  | —                  | —                  | —                  | —                  | —                  | —                  | —                  | —                  | —                  |
| State of Mind (feat. Sarah de Warren)                                  | 2022  | —                  | —                  | —                  | —                  | —                  | —                  | —                  | —                  | —                  | —                  | —                  | —                  |
| Bathroom Line (avec Zookëper)                                          | 2022  | —                  | —                  | —                  | —                  | —                  | —                  | —                  | —                  | —                  | —                  | —                  | —                  |
| Fuck Them (avec Human Resource)                                        | 2022  | —                  | —                  | —                  | —                  | —                  | —                  | —                  | —                  | —                  | —                  | —                  | —                  |
| Phone a Friend (feat. Tia)                                             | 2022  | —                  | —                  | —                  | —                  | —                  | —                  | —                  | —                  | —                  | —                  | —                  | —                  |
| Supersized                                                             | 2022  | —                  | —                  | —                  | —                  | —                  | —                  | —                  | —                  | —                  | —                  | —                  | —                  |
| Pieces (avec Vassy & Disco Fries)                                      | 2022  | —                  | —                  | —                  | —                  | —                  | —                  | —                  | —                  | —                  | —                  | —                  | —                  |
| Get Low (avec Oomloud)                                                 | 2023  | —                  | —                  | —                  | —                  | —                  | —                  | —                  | —                  | —                  | —                  | —                  | —                  |
| Be Mine (avec Goshfather)                                              | 2023  | —                  | —                  | —                  | —                  | —                  | —                  | —                  | —                  | —                  | —                  | —                  | —                  |
| Static Body (avec Peyruis feat. Marlene)                               | 2023  | —                  | —                  | —                  | —                  | —                  | —                  | —                  | —                  | —                  | —                  | —                  | —                  |
| Work That                                                              | 2023  | —                  | —                  | —                  | —                  | —                  | —                  | —                  | —                  | —                  | —                  | —                  | —                  |
| Good Times (avec Stadiumx feat. Germaine)                              | 2023  | —                  | —                  | —                  | —                  | —                  | —                  | —                  | —                  | —                  | —                  | —                  | —                  |
| You Know Why                                                           | 2023  | —                  | —                  | —                  | —                  | —                  | —                  | —                  | —                  | —                  | —                  | —                  | —                  |
| « — » signifie que le single est non sorti ou non classé dans ce pays. |       |                    |                    |                    |                    |                    |                    |                    |                    |                    |                    |                    |                    |

### Remixes
- 2007 : UHM - House Ya (Bingo Players Remix)
- 2008 : UHM & Tony Flexx - Our House (Bingo Players Remix)
- 2008 : Josh The Funky 1 - It's The Music (Bingo Players Remix)
- 2008 : Ian Carey - Redlight (Bingo Players Remix)
- 2008 : Erick E - (Wanna) Go Again (Bingo Players Remix)
- 2008 : Groovenatics - Joy (Bingo Players Remix)
- 2008 : Genetik & Gio Martinez - Pixel (Bingo Players Remix)
- 2008 : Todd Terry - Uncle Tech (Bingo Players Remix)
- 2008 : Soulcatcher feat. Amanda Wilson - Falling For You (Bingo Players Remix)
- 2008 : Joachim Garraud - Are U Ready? (Bingo Players Remix)
- 2009 : Ron Carroll - Bump To Dis (Bingo Players Vs. Bart B More Remix)
- 2009 : Oliver Twizt - You're Not Alone (Bingo Players Remix)
- 2009 : Harrison Crump - Gone (Bingo Players Remix)
- 2009 : Kristine W - Feel What You Want (Bingo Players Feel It 2 Remix)
- 2009 : Villanord - Muzik (Bingo Players Remix)
- 2009 : Ferry Corsten feat. Maria Nayer - We Belong (Bingo Players Remix)
- 2009 : Sander van Doorn & Marco V - What Say? (Bingo Players Remix)
- 2009 : Patric La Funk - Xylo (Bingo Players Remix)
- 2009 : Sir James - Special (Bingo Players Remix)
- 2009 : N.E.R.D - Lapdance (Bingo Players Bootleg Remix)
- 2009 : Nick Supply feat. Tasha Baxter - That Bounce Track (Bingo Players Remix)
- 2009 : Gel Abril - Spells Of Yoruba (Bingo Players Remix)
- 2009 : Martin Solveig - Poptimistic (Bingo Players Remix)
- 2010 : Gramophonedzie - Why Don't You (Bingo Players Remix)
- 2010 : Mastiksoul feat. Zoey - Taking Me Hi (Bingo Players Remix)
- 2010 : Eddie Thoneick feat. Terri B. - Release (Bingo Players Remix)
- 2010 : Kelis - Milkshake (Bingo Players Bootleg)
- 2010 : The Black Eyed Peas - The Time (Dirty Bit) (Bingo Players Bootleg)
- 2010 : David Guetta feat. Kid Cudi - Memories (Bingo Players Remix)
- 2010 : Dany P-Jazz & Fedde Le Grand & Funkerman - New Life (Bingo Players Remix)
- 2010 : Green Velvet - La La Land (Bingo Players Remix)
- 2011 : Sir Mix-a-Lot - Baby Got Back (Bingo Players Bootleg)
- 2011 : Pitbull feat. Ne-Yo & Afrojack & Nayer - Give Me Everything (Bingo Players Remix)
- 2011 : Sander van Doorn - Koko (Bingo Players Remix)
- 2011 : The Prodigy - Everybody In The Place (Bingo Players Bootleg)
- 2011 : Wally López - Welcome Home (Bingo Players Remix)
- 2011 : Manufactured Superstars feat. Scarlett Quinn - Take Me Over (Bingo Players Remix)
- 2011 : Cobra Starship feat. Mac Miller - Middle Finger (Bingo Players Remix)
- 2011 : Flo Rida - Good Feeling (Bingo Players Remix)
- 2012 : Far East Movement - Jello (Bingo Players Remix)
- 2012 : Carl Tricks - Mad Dash (Bingo Players Edit)
- 2013 : Dada Life - Boing Clash Boom (Bingo Players Remix)
- 2013 : Duck Sauce - Radio Stereo (Bingo Players Remix)
- 2014 : Gorgon City feat. Laura Welsh - Here for You (Bingo Players Remix)
- 2015 : Hardwell feat. Jason Derulo - Follow Me (Bingo Players Remix)
- 2015 : Mystery Skulls feat. Nile Rodgers & Brandy - Magic (Bingo Players' French Fried Rework)
- 2016 : Bingo Players - Tom's Diner (Bingo Players 2016 Re-work)
- 2017 : Charlie Puth - Attention (Bingo Players Remix)
- 2018 : Bingo Players & Goshfather - Everybody (Bingo Players Remix)
- 2018 : Bingo Players - Love Me Right (Bingo Players & Oomloud Club Mix)
- 2019 : Ava Max - Freaking Me Out (Bingo Players Remix)
- 2019 : Laidback Luke feat. Majestic - Pogo (Bingo Players Remix)
- 2019 : Camille Jones - The Creeps (Bingo Players Remix)
- 2020 : Mystique feat. Tim Morrison - Magic (Bingo Players Edit)